# Soljaris
Soljaris (Солярис) è un film del 1968 diretto da Boris Ėduardovič Nirenburg.